# Ostrożeń Drugi
Ostrożeń Drugi (prononciation : [ɔsˈtrɔʐɛɲ ˈdruɡi]) est un village polonais de la gmina de Sobolew dans le powiat de Garwolin de la voïvodie de Mazovie dans le centre-est de la Pologne.
Il se situe à environ 8 kilomètres au nord-est de Sobolew (siège de la gmina), 15 kilomètres au sud-est de Garwolin (siège du powiat) et à 71 kilomètres au sud-est de Varsovie (capitale de la Pologne).
Le village possède approximativement une population de 230 habitants en 2006.

## Histoire
De 1975 à 1998, le village appartenait administrativement à la voïvodie de Siedlce.